# Pontus Kåmark
Pontus Kåmark (Västerås, 1969. április 5. –) svéd válogatott labdarúgó.
A svéd válogatott tagjaként részt vett az 1994-es világbajnokságon.

## Sikerei, díjai
IFK Göteborg
- Svéd bajnok (5): 1990, 1991, 1993, 1994, 1995
- Svéd kupagyőztes (1): 1991

Leicester City
- Angol ligakupagyőztes (1): 1997

Svédország
- Világbajnoki bronzérmes (1): 1994